# Сташки (Житомирская область)
Сташки (укр. Сташки) — село на Украине, основано в 1924 году, находится в Овручском районе Житомирской области.
Код КОАТУУ — 1824281906. Население по переписи 2001 года составляет 325 человек. Почтовый индекс — 11103. Телефонный код — 4148. Занимает площадь 1,48 км².

## Адрес местного совета
11115, Житомирская область, Овручский р-н, с. Гладковичи